# Moustafa El Sirty
Moustafa El Sirty, né le 25 octobre 2001 au Caire, est un joueur de squash professionnel représentant l'Égypte. Il atteint en mars 2023 la 22e place mondiale sur le circuit international, son meilleur classement.

## Biographie
Il s'incline en 2019 en finale des championnats du monde junior face à Mostafa Asal.
Il remporte ensuite le prestigieux British Junior Open moins de 19 ans en 2020.

## Palmarès

### Titres
- British Junior Open : 2020

### Finales
- Championnats du monde junior : 2019